# Desmeocraera subnigrans
Desmeocraera subnigrans is een vlinder uit de familie tandvlinders (Notodontidae). De wetenschappelijke naam van deze soort is voor het eerst geldig gepubliceerd in 1897 door Mabille.
De soort komt voor in tropisch Afrika.